# Eva Flyborg
Eva Maria Flyborg, född 22 mars 1963 i Domkyrkoförsamlingen i Göteborg, är en svensk politiker (liberal). Flyborg var riksdagsledamot under tidsperioden 1994–2014, men kandiderade inte för återval 2014. Hon var den första riksdagsledamot, som 1998 valdes in på personkryss. 
Med yrkeserfarenhet från Volvo ägnade hon sig framför allt åt näringslivspolitik och energifrågor i riksdagen. Under riksdagstiden var hon närings– och energipolitisk talesperson för Folkpartiet. Hon hann även med att vara vice ordförande eller ordförande i Riksrevisionens styrelse 2003–2011. Hon är från och med 2021 ledamot i Göteborgs kommunfullmäktige.
Under åren 1996–2010 var hon ordförande i Svenska Lottakåren (SLK). Sedan är 2018 är Eva Flyborg ordförande för Kulturminnesföreningen Otterhällan med Drottning Kristinas jaktslott från 1730-talet i centrala Göteborg.